# SR-Baureihe 4E1
Die Lokomotiven der Baureihe 4E1 der Georgischen Eisenbahn sind breitspurige Elektrolokomotiven.
Das Elektrolokomotivenwerk Tiflis begann 2000, neue vierachsige Elektrolokomotiven für den Einsatz in Georgien zu konstruieren. Hierbei sollte eine höhere Leistung als bei den damals in Georgien immer noch verbreiteten ВЛ22М (WL22M) erreicht werden. Hierfür wurde auf die Konstruktion der aus zwei sechsachsigen Sektionen bestehenden ВЛ15 (WL15) und der aus zwei vierachsigen Sektionen bestehenden Э13 (E13) zurückgegriffen. Hauptsächlicher Einsatzzweck sollten Personenzüge und leichte Güterzüge sein.
Zwei Lokomotiven der neuen Baureihe wurden 2000 fertiggestellt und bei der Georgischen Eisenbahn (Sakartwelos Rkinigsa) als 4E1-001 und -002 eingereiht. Der Lokomotivkasten wurde als geschweißte Ganzstahlkonstruktion mit gesickten Seitenwänden ausgeführt. Die Motoren ТЛ-3 (TL-3) der ВЛ15 wurden übernommen.
4E1-001 gelangte nach Kutaissi und wurde dort auf der Strecke nach Zqaltubo sowie als Kurswagenzubringer zum Bahnhof Rioni an der Hauptstrecke Poti–Baku eingesetzt. Sie war auch 2013 noch in Kutaissi vorhanden. 4E1-002 verblieb in Tiflis, ihr Verbleib ist unbekannt.
Parallel zur 4E1 entstand ab 2000 die Baureihe 4E10, ebenfalls in vierachsiger Ausführung, aber auf Basis der ВЛ11M (WL11M) und daher mit etwas geringerer Leistung.